# Serious Sam: The First Encounter
Serious Sam: The First Encounter (рус. «Серьёзный Сэм: Первое столкновение»; в русской локализации — «Круто́й Сэм: Пе́рвая кровь») — компьютерная игра в жанре шутера от первого лица, разработанная хорватской компанией Croteam в 2001 году. Первая игра из серии шутеров Serious Sam.
Серия рассказывает о приключениях Сэма «Серьёзного» Стоуна (англ. Sam «Serious» Stone) и его борьбе против инопланетных захватчиков под предводительством Ментала (англ. Mental).
В 2009 году вышел ремейк данной игры под названием Serious Sam HD: The First Encounter с улучшенной графикой на движке Serious Engine 3.

## Игровой процесс
Игровой процесс серии можно рассматривать как небольшой возврат к ранним шутерам от первого лица. Пока другие компании трудились над реалистичностью и процессом отождествления игрока и главного героя, Serious Sam предложил традиционный, Quake-подобный игровой процесс. Тем не менее, современные технологии позволили возвести классическую формулу игры на новый уровень. Закрытые коридоры сменяются огромными игровыми пространствами, небольшие группы противников — целыми ордами, а также десятки секретных мест, хранящих игровые ценности, или даже послания разработчиков игрокам. Бои занимают большую часть игрового времени, а Сэму помогает ИНЕРТАН (Имплантированный в НЕРвную систему Тактический АНализатор (англ. NETRICSA — NEuro-TRonically Implanted Combat Situation Analyser)) — продвинутый искусственный интеллект, хирургически помещенный в мозг. ИНЕРТАН обеспечивает внутриигровую базу данных, сохраняя информацию обо всех встреченных противниках и вооружении, давая некоторые подсказки и описывая сюжет в процессе игры, а также шутя над игроком, в том числе и по отношению полов. На всех уровнях находится множество боеприпасов и оружия, большинство которых не требуют перезарядки. Дизайн противников причудлив, но в них часто угадываются мифологические и фантастические существа, от летающих Гарпий (англ. Harpies) до гигантских двуногих роботов и безголовых камикадзе.
Особенность Serious Sam — игра в команде, довольно редкое явление среди современных шутеров от первого лица. Кроме сетевой игры, также существует возможность разделения экрана с поддержкой до четырёх игроков, что встречается на ПК ещё реже, хотя для игровых приставок это обычное явление.

## Сюжет
Введение игры рассказывает о событиях, произошедших ранее: в начале XXI века на месте раскопок в Древнем Египте человечеством были найдены останки древней цивилизации с далёкой планеты Сириус, которая когда-то посетила Землю. Обнаруженные находки послужили мгновенным толчком к технологическому развитию человечества, что позволило совершать межзвездные путешествия к другим планетам. В начале XXII века в дальних уголках вселенной земляне наткнулись на армию жестокого инопланетного тирана и главного злодея серии игр Ментала. Противник вытеснил землян со своих колоний обратно, в родную Солнечную систему, и в конце концов загнал их на Землю, чтобы окончательно истребить человечество. Последней возможностью выжить для землян стал раскопанный среди сирианских захоронений древний артефакт под названием «Ключ к Вечности» (англ. Time-Lock), способный отправить назад во времени человека, чтобы победить Ментала и изменить ход истории. Этим человеком стал Сэмюэль Стоун по прозвищу «Крутой Сэм», известный благодаря своей храбрости в сражениях с монстрами.
Сэм появляется в Древнем Египте, Дейр-эль-Бахри, в 1378 году до н.э. и путешествует от одного древнего монумента к другому, по пути беспрестанно сражаясь с монстрами, посланными следом за ним Менталом. Во время путешествия Сэм активирует скрытый под видом обелиска коммуникатор сирианцев в Луксоре, который вызывает на Землю космический крейсер «Центерпрайс» из глубин космоса. Сэм продвигается к Великой Пирамиде для контакта с кораблём и, после невероятной битвы с генералом армии Ментала, Злобным Чародеем Угх-Заном III (англ. Ugh-Zan III, The Vicious Warlock), попадает на корабль сирианцев.

## Отзывы и критика
| Сводный рейтинг | Сводный рейтинг | Сводный рейтинг |
| Издание         | Оценка          | Оценка          |
| Издание         | PC              | Xbox            |
| --------------- | --------------- | --------------- |
| GameRankings    | 83,60 %         | 76,15 %         |

The First Encounter была положительно встречена критиками, удостоившись различных похвал редакций и пользователей, с общим рейтингом 83,60 % на GameRankings и 87 % на Metacritic. Игра получила несколько наград от игровых СМИ, в том числе звание «Игра года».
- «Игра года» (ПК) (2001) — GameSpot[7]
- «Выбор редакции» — IGN[8]
- «Выдающиеся достижения в технологиях» (2001) — IGN Action Vault[9]
- «Сюрприз года» (2001) — IGN Action Vault[9]
- «Самая кровавая игра 2001 года» — Игромания
- «Лучший Враг» (2001) — Computer Gaming World[10]